# Higinio Uriarte
Pour les articles homonymes, voir Uriarte.
José Higinio Uriarte y García del Barrio (né en 1843 à Asuncion et mort en 1909) est un homme d'État paraguayen.
Il exerce les fonctions de vice-président du Paraguay lors de la présidence de Juan Bautista Gill. Après l'assassinat de celui-ci le 12 avril 1877, il assume la présidence jusqu'à la fin du mandat en cours le 25 novembre 1878.

## Source de la traduction
- (en) Cet article est partiellement ou en totalité issu de l’article de Wikipédia en anglais intitulé « Higinio Uriarte » (voir la liste des auteurs).